# Faye Richmonde
Faye Richmonde (* 12. Februar 1917 in Homestead (Pennsylvania) als Mabel Smith; † 23. März 1959 in Philadelphia) war eine US-amerikanische Pop- und Jazzsängerin.

## Leben und Wirken
Richmonde gelang es während der Jitterbug-Ära ins Showbusiness einzusteigen. Sie nahm mit ihrem Bruder an einem Tanzwettbewerb teil, und sie gewannen den Pennsylvania Tri-State-Wettbewerb. Einer der Preise war ein zweiwöchiges Engagement in einem örtlichen Nachtclub. Von da an arbeiteten sie als professionelle Tänzer und tourten mit einer Band durch das Land. Ein weiterer Durchbruch gelang, als die Sängerin der Band krank wurde und Richmonde für sie einspringen durfte. Von da an begann sie als Sängerin in Nachtclubs im ganzen Land aufzutreten.
Der Produzent Joe Davis, der als treibende Kraft bei der Karriere Fats Wallers gilt, nahm Richmonde unter Vertrag und vermarktete sie als Interpretin anrüchiger Songs, voll sexueller Anspielungen und komischer Doppeldeutigkeiten wie „Where Can I Find a Cherry for My Banana Split?“  und „My Daddy Don’t Do Nothin’ Bad“ von Andy Razaf und „I Ain't Your Hen, Mister Fly Rooster“ von Martha Copeland. Für die LP A Little Spice ließ er Richmonde Coverversionen von Songs wie Razafs „If I Can't Sell It, I'll Keep Sittin' On It“, „She's Nine Months Gone fom Home“ und „Find Out What They Like, And How They Like It“ aufnehmen. 
Zu Richmondes LP For Men Only schrieb die Zeitschrift Jet, ein großer „Unter der Ladentheke“-Verkaufsschlager in Plattenläden sei das Album „For Men Only“ der Sängerin Faye Richmonde, „eine Sammlung von Melodien, die Sie erröten lassen“. Ebenso veröffentlichte Joe Davis Richmondes an Cole Porters „My Heart Belongs to Daddy“ angelehnte Version unter dem Titel „My Pussy Belongs to Daddy“, die auch 1957 auf einer gleichnamigen Kompilation auf seinem Label Beacon erschien, musikalisch im traditionellen Jazz, Swing und Easy Listening wurzelnd.
Richmonde starb 1959 in einem Krankenhaus in Philadelphia an den Folgen von Komplikationen bei der Geburt ihres dritten Kindes.

## Diskographische Hinweise
- Girlesque (1957)
- For Men Only (1957)
- A Little Spice (1957)